# 高崎モントレー

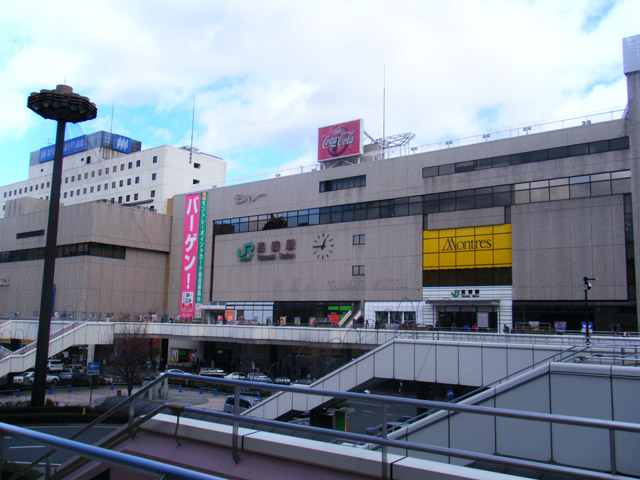
高崎駅西口。建物内にモントレーが入居している。

高崎モントレー（たかさきモントレー）は、群馬県高崎市八島町の、高崎駅西口にある駅ビル。系列に同じ名の施設はないため、単に『モントレー』と呼称されることが多い。
JR東日本グループの株式会社アトレが経営し、同子会社高崎ターミナルビル株式会社が運営している。

## 店舗概要
- 地上7階（モントレー部分のみ）
- 所在地　群馬県高崎市八島町222番地
- 営業時間　
  - ショッピングフロア　10:00～20:30　
  - レストランフロア　11:00～21:30

## テナントリスト

### 1階
- ニューフィッシュ田中（鮮魚）
- 大東青果（青果）
- 丸山園（日本茶）
- とりせい（焼き鳥、総菜）
- ミスタードーナツ（ファーストフード）
- 陳麻家（中華料理）
- マツモトキヨシ（ドラッグストア）
- あゆみ薬局（薬局）
- 花のクボタ（生花）
- ヴィ・ド・フランス（パン）
- ニュークイック（精肉）

### 2階
- BE RADIANCE（レディース）
- CECIL McBEE（レディース）
- トリオ（靴）
- South Drive（レディース）
- JURIANO JURRIE（レディース）
- Pinky Girls（レディース）
- スターバックスコーヒー（喫茶）
- エクスベリー（雑貨、小物）
- 群馬銀行高崎田町支店　高崎駅出張所（相談ステーション）通常の窓口業務の他に、各種預金・ローン等の相談窓口を設置（以前の支店名は高崎駅支店。）

### コンコース階（2.5階）
- ステーションラウンジ　バール（喫茶）
- ロッテリア（ファーストフード）
- Cours de Couleur（雑貨、小物）
- PROPORTION BADU DRESSING（レディース）
- INDEX（レディース）
- IT'SDEMO（複合セレクトショップ）
- FLAGS Cafe（喫茶）
- ラジオ高崎高崎駅サテライトスタジオ『ココア』
- インフォメーションセンター

### 3階
- ハートマーケットドリームワーク（レディース）
- From Love Three（レディース）
- LDprime（レディース）
- AMO'S STYLE（女性用下着）
- Hair Make Nail GLAM（美容、ネイルサロン）
- ラキュート（レディース）
- アカクラ（靴、雑貨）
- チャオ ISHII（雑貨、スキンケア商品）
- NATURAL BEAUTY BASIC（レディース）
- ルート・スター（レディース、アクセサリー、小物）
- LuvDiva（レディース）
- ラオタルガ（レディース）

### 4階
- ユニクロ（メンズ、レディース、キッズなど）
- mighty soxer 靴下屋（靴下）
- evangile（アクセサリー、小物）
- ベネトン（レディース）
- SM2 ehka sopo（レディース）
- ハニーズ（レディース）
- やまと（呉服）
- クリピエ（靴）
- カクタス（レディース）
- レトロガール（レディース）
- エムズエキサイト（レディース）
- セントエリーネ（レディース）
- ウエラサロンムラタ（ヘヤサロン）
- クレアーズ（雑貨、小物）

### 5階
- ケータイステーション（携帯電話）
- サンルージュ（アクセサリー、小物）
- 改造社書店（書籍、文具）
- ハートアップ5ミニ（コンタクトレンズ）
- ダイソー（100円ショップ）
- 田舎料理 しおん（和食）
- 登利平（和食）
- 実演手打うどん 杵屋（うどん）
- 日本橋ボンテ（洋食）
- 寿司田（和食）
- スパゲティー専科 はらっぱ（パスタ）
- 信州そば処 そじ坊（そば）
- 華龍飯店（中華料理）
- Bedford Market（ベッドフォードマーケット）（カフェ）

### 6階
- ホテルメトロポリタン高崎（6～10階）
日本ホテル株式会社経営、株式会社ホテルメトロポリタン高崎運営

### 7階
- たかの友梨ビューティクリニック
- 英会話のイーオン
- 平塚歯科医院
- 古川雅古診療室

### 屋上
- 緑化施設
- 会員制貸菜園

## クラブm
モントレーではかつて「クラブm」というポイントカードを発行していた。
基本は対象商品の本体価格100円につき1ポイントが付与され、特別期間中の土日祝はポイントが数倍になっていた。また、年に2、3回ほどポイントが10倍になる日（1日のみ）があった。
500ポイントを貯めるとモントレーの商品券500円分と交換できる。2007年8月31日まではびゅう商品券500円分と交換出来た。
ポイントの有効期限はカードの発行月を含む12ヶ月間を1年度とし、当年度に獲得したポイントは次年度まで繰り越せ、次年度の末日を以って失効する。
独自のポイントカードを発行しているテナント（1Fのミスタードーナツやマツモトキヨシなど）では重複してポイントの加算が出来た。
また、ホテル・メトロポリタン高崎にて優待を受ける事も出来た。
2016年10月25日にJR東日本グループの共通ポイント「JRE POINT」にサービスが変更され、クラブmポイントカードは2017年10月31日をもってサービスが終了された。

## その他
- 一部のテナントを除いて、ほとんどの店舗でSuicaが利用可能。
- 毎月第2･4週の水木金曜日は、1階食料品売場で割引セールが実施されている。
- 外壁に群馬テレビの電光ニュース掲示板が付いていたが、2008年9月頃に撤去された。